# Bukovina nad Labem
Bukovina nad Labem település Csehországban, a Pardubicei járásban. Bukovina nad Labem Vysoká nad Labem, Újezd u Sezemic, Borek, Dříteč, Opatovice nad Labem és Hrobice településekkel határos. Lakosainak száma 240 fő (2024. január 1.).

## Népesség
A település lakosságának változását az alábbi diagram mutatja:
| Lakosok száma | 328  | 316  | 296  | 232  | 230  | 231  | 222  | 219  | 240  | 240  |
|               | 1869 | 1900 | 1921 | 1961 | 1980 | 2011 | 2016 | 2019 | 2021 | 2024 |